# Reinhold Straus
Reinhold Straus (* 19. Mai 1938 in Gimbsheim; † 1. März 2010) war ein deutscher Fußballspieler. Der Mittelfeldspieler absolvierte für die Vereine Phönix Ludwigshafen und Wormatia Worms von 1958 bis 1963 in der damals erstklassigen Fußball-Oberliga Südwest 123 Oberligaspiele und erzielte 77 Tore. In der Saison 1966/67 kam er für den Aufsteiger Fortuna Düsseldorf in 29 Spielen in der Fußball-Bundesliga zum Einsatz und erzielte fünf Tore.

## Karriere
Straus spielte von 1958 bis 1963 in der damals erstklassigen Oberliga Südwest, zunächst zwei Jahre für Phönix Ludwigshafen und danach drei Jahre für Wormatia Worms. Der aus dem rheinhessischen Gimbsheim gekommene 20-jährige Amateurfußballer Reinhold Straus debütierte unter Trainer Hans Wendlandt am 17. August 1958 beim Auswärtsspiel gegen Borussia Neunkirchen in der Oberliga. Bei der 1:2-Niederlage spielte er auf Halblinks im damals überwiegend praktizierten WM-System. An der Seite von Mitspielern wie Horst Amann, Walter Dächert, Fritz Gläser, Helmut Oster und Werner Pohl absolvierte der Neuzugang auf Anhieb 29 Ligaspiele und erzielte dabei 23 Tore für Phönix. Er nahm damit in der Südwest-Torschützenliste hinter den Spitzenreitern Rudolf Bast (25) und Helmut Kapitulski (25) gemeinsam mit Werner Emser und Friedel Späth den dritten Rang ein. Ab der Saison 1960/61 spielte das Spielmachertalent mit Torjägerqualitäten für Wormatia Worms. In der Saison 1961/62 wurde er hinter Rudi Dörrenbächer Zweiter der Torschützenliste, für die Wormatia traf er in 30 Spielen 27-mal. In dieser Saison spielte Torhüter Petar Radenković in 13 Spielen für die Wormatia, ehe er seine Karriere unter Trainer Max Merkel bei den „Löwen“ von München 1860 fortsetzte. Im letzten Jahr des alten Oberligasystems, 1962/63, kam er mit Worms unter Trainer Radoslav Momirski, dem neuen Torhüter Srbeljub Krivokuca und Mittelstürmer Harald Braner nach 29 Ligaspielen mit 16 Toren auf den vierten Rang. Zur Runde 1963/64 wechselte der Techniker und torgefährliche Mittelfeldstratege in die Fußball-Regionalliga West zu Fortuna Düsseldorf, die gerade die Qualifikation zur Bundesliga verpasst hatte.
Mit der Fortuna erlebte er seine erfolgreichste Zeit als Fußballspieler. Nach zwei dritten Plätzen 1964 und 1965 unter Trainer Kuno Klötzer, gelang dem Fortuna-Regisseur in seinem dritten Jahr, der Saison 1965/66, die Meisterschaft und der Aufstieg in die Bundesliga. Straus war an diesem Erfolg mit 16 Toren beteiligt, von Kalli Hoffmann übernahm er zudem die Kapitänsbinde. Der Start in die Meisterschaftsrunde glückte am 15. August 1965 mit einem 2:0-Auswärtserfolg bei Preußen Münster. Der Fortunen-Angriff war dabei mit Bernhard Steffen, Straus, Peter Meyer, Waldemar Gerhardt und Willi Marzok angetreten. Gegen den FK Pirmasens, Hertha BSC und Kickers Offenbach setzte sich Düsseldorf in der Aufstiegsrunde durch. Straus absolvierte alle sechs Spiele und erzielte ein Tor. In der Bundesliga spielte er mit der Fortuna nur ein Jahr und stieg direkt wieder ab. Das Debüt in der Bundesliga glückte am 20. August 1966 mit einem 2:1-Erfolg bei Borussia Dortmund. Hierbei war der Angriff mit Jürgen Koch, Straus, Meyer, Jürgen Schult und Gerhardt besetzt gewesen. Spielführer Straus absolvierte 29 Bundesligaspiele für die Fortuna und erzielte dabei fünf Tore. Nach dem Abstieg wechselte er zur Runde 1967/68 zu Alemannia Aachen, absolvierte für die Aachener allerdings nur noch ein weiteres Spiel in der Bundesliga. Trainer Michael Pfeiffer brachte ihn am letzten Rundenspieltag, am 25. Mai 1968, beim 2:2-Heimremis gegen Hannover 96, neben Rechtsaußen Heinz-Gerd Klostermann auf Halbrechts zum Einsatz. Straus war im Anschluss aufgrund einer Knieverletzung gezwungen seine Profikarriere zu beenden, er spielte noch im Amateurbereich für den TuSpo Richrath.

## Erfolge
Fortuna Düsseldorf
- Meister der Regionalliga West und Aufstieg in die Bundesliga: 1966